# Liste von Persönlichkeiten der Stadt Königsberg (Preußen)
Diese Liste enthält Persönlichkeiten, die in Königsberg in Preußen bis 1945 wirkten, aber an einem anderen Ort geboren wurden. Zu weiteren Personen siehe Liste von Söhnen und Töchtern der Stadt Königsberg und Liste von Persönlichkeiten der Stadt Kaliningrad.

## Ehrenbürger
Angegeben ist das Jahr der Verleihung.
- Ludwig August von Stutterheim (1824)
- Gottfried Theodor Seidler (1835), Stadtrat
- Johann Christian Ehm (1837), Oberlandesgerichtsrat
- Johann Friedrich Brand (1838), Kriminalrat
- Theodor von Schön (1841), Oberpräsident und Staatsminister
- Johann Friedrich Andrie (1842), Stadtrat
- Christian Friedrich Dittrich (1842), Kommerzienrat
- Carl von Wegnern (1844), Chefpräsident des Oberlandesgerichts
- George Friedrich Hartung, Verleger und Stadtrat
- Christian Friedrich Reusch (1848), Oberpräsidialrat
- Karl von Horn (1879), Oberpräsident
- Eduard von Simson (1883), Reichstags- und Reichsgerichtspräsident
- Heinz Tiessen (1887–1971), Komponist und Dirigent
- Bernhard von Moltke (1890), Generalfeldmarschall
- Heinrich Ludwig Weller (1891), Kaufmann und Stadtverordnetenvorsteher (1876–1890)
- Hermann Theodor Hoffmann (1902), Oberbürgermeister
- Karl Friedrich Hagen (1904), Geh. Justizrat
- Ludwig Leo (1907), Stadtrat
- Walter Simon (1908), Bankier
- Theodor Krohne (1908), Kaufmann
- Paul Kunckel (1913), Geheimer Regierungsrat, Bürgermeister
- Paul von Hindenburg (1914), Generaloberst
- David Hilbert (1930), Mathematiker
- Julius Jacobson, Ophthalmologe
- Agnes Miegel (1939), Schriftstellerin, Journalistin und Balladendichterin

## Hochmeister und Herzöge
Hochmeister
Seit etwa 1470 residierte der Hochmeister des Deutschen Ordens in Königsberg.
- Heinrich Reuß von Plauen, starb 1470 in Königsberg
- Heinrich Reffle von Richtenberg, 1470–1477
- Martin Truchsess von Wetzhausen, 1477–1489
- Johann von Tiefen, 1489–1497
- Friedrich von Sachsen, 1498–1510
- Albrecht von Brandenburg-Ansbach, 1511–1525, wurde dann Herzog von Preußen

Herzöge von Preußen
1525 wurde das weltliche Herzogtum Preußen geschaffen, die ersten beiden Herzöge residierten in Königsberg
- Herzog Albrecht von Preußen, 1525–1568
- Herzog Albrecht Friedrich, 1568–1571/73

## Geistliche
Bischöfe von Samland
Der Bischof von Samland hatte seit etwa 1518 seinen Sitz in Königsberg. 1523 wurde das Bistum evangelisch.
- Georg von Polenz, 1518–1523, dann evangelisch 1523–1550
- Joachim Mörlin, 1568–1571
- Tilemann Hesshus, 1573–1577

Danach wurde Königsberg dem Bistum Pomesanien angegliedert.
Prediger und Pfarrer

## Künstler
Musiker
Theaterschaffende
Schriftsteller
- Simon Dach (1605–1659), Barockdichter
- Hannah Arendt (1906–1975), Philosophin, verbrachte Kindheit und Jugend in Königsberg
- Annemarie Bostroem (1922–2015), Lyrikerin, Dramatikerin und Nachdichterin, besuchte in Königsberg die Schule

Bildende Künstler
- Hedwig Symanzik (1922–1975), Bildhauerin und Keramikerin, besuchte in Königsberg die Schule[2]

## Instrumentenbauer
Orgelbauer
Königsberg war seit dem späten 17. Jahrhundert das Zentrum des Orgelbaus in Ostpreußen. Dort hatten bedeutende Orgelbauer ihre Werkstätten.
- Johann Josua Mosengel (1663–1731), Hoforgelbauer
- Georg Sigismund Caspari (1693–1741), Hoforgelbauer
- Adam Gottlob Casparini (1715–1788), Hoforgelbauer
- Johann Preuß (1722–1798), Hoforgelbauer
- Christoph Wilhelm Braveleit (um 1752–1798), Hoforgelbauer
- Wilhelm Scherweit (1777–nach 1820), Hoforgelbauer
- Johann Scherweit  (1779–1858), Hoforgelbauer
- Max Terletzki († 1903)
- Bruno Goebel (1860–1944)
- Carl Novak (1866–1929)

Klavierbauer
- Carl Julius Gebauhr (1809–1881), bedeutendster Klavierbauer seiner Zeit in Königsberg

## Weitere Persönlichkeiten
- Pavao Skalić (1534–1575), kroatischer Humanist, Priester und Universalgelehrter; herzoglicher Rat in Königsberg 1561–1564
- Christoph Völkner (1587–1655), Richter
- Hugo Haase (1863–1919), Sozialdemokrat, lebte von etwa 1880 bis 1911 in Königsberg.
- Arthur Schulz (1878–1917), Sozialdemokrat, lebte in Königsberg und verstarb hier